# 平卧菊三七
平卧菊三七（学名：Gynura procumbens），又名平臥土三七，为菊科菊三七属下的一个种。种名procumbens意为平卧的。
分布於印尼、越南、台灣、美國、中國大陸。

## 别名
尼基羅草